# The hard part
"The hard part" traducido "Lo más difícil" (España) y "La parte difícil" (Hispanoamérica) es el vigésimo primer capítulo de la primera temporada de la serie de televisión Héroes.

## Sinopsis
Hiro y Ando tras haber escapado del futuro sombrío, se preparan para la “parte difícil”, sin embargo, confundidos y sin guía, deciden reunirse con Isaac, pero allí solo se enteran de la muerte de Isaac y que Sylar se encuentra suelto, pero para sorpresa de los amigos, Sylar esta en una etapa de confusión, hasta el punto en el que busca redimirse, primero con Mohinder sin éxito, para después intentarlo con su madre. Durante la visita Sylar intenta convencer a su madre que deje de considerarlo especial, sin embargo este se arrepiente y le muestra sus poderes a Virginia, solo para traumatizar a la mujer y molestarla, Sylar intenta disculparse y Virginia asustada intenta asesinar a su hijo con unas tijeras, Sylar y Virginia comienzan una batalla por el control de las tijeras, hasta que Virginia accidentalmente se apuñala, Hiro al contemplar esto se dispone asesinar a Sylar, pero el pierde el control sobre sus habilidades y casi es asesinado por el asesino, Hiro entonces se ve en la obligación de retirarse, con la espada partida en dos.
Mientras en el apartamento de Virginia, Sylar usa la sangre de la fallecida Virginia para pintar una imagen de una explosión nuclear.
Jessica y D.L han comenzado una búsqueda de Micah, pero ellos solo descubren que Daniel Linderman ha estado manipulando sus vidas.
Claire intenta cumplir los últimos deseos de Noah, aceptando la propuesta de Angela de tener una nueva vida, pero Peter quien continua teniendo visiones sobre sí mismo explotando, intenta persuadir a Claire de lo contrario, pero al ver que Claire está más que decidida, Peter le da un arma para poder salvar al mundo. Sin embargo Peter se entera por parte de Claire la identidad del hombre radioactivo, y se lo advierte a Nathan, pero este último alerta al Sr. Linderman, más tarde Peter y Claire descubren que Nathan está más que involucrado con la compañía.
Nathan es visitado por Thompson quien ha venido a convencerlo de que siga a poyando ala compañía, pero Nathan no tan convencido comienza a dudar del bando que está apoyando, más tarde Angela visita a Nathan logrando persuadir a Nathan de seguir con los planes de la compañía.  
Mohinder Suresh aterrado por el genocidio que se aproxima por Sylar, decide aceptar la ayuda de la compañía, una vez en las instalaciones de la compañía, se le es encomendada su primera misión: curar a Molly Walker, pero Mohinder durante el progreso se desespera, al enterándose de que su hermana Shanti pudo haber sobrevivido a través de los anticuerpos de una persona, pero Mohinder logra darse cuenta de que él es la persona poseedora de los anticuerpos, hecho que le ayuda a sanar a Molly.
Matt, Ted y Noah siguen ocultándose de la compañía, Noah entonces le informa a Matt y a Ted de que la compañía tiene un sistema de rastreo llamado Walker, el cual debe ser destruido para garantizar una vida normal para todos, el trío entonces se dirige a Nueva York para destruir el sistema, en la ciudad Noah y Claire se reúnen, pero Peter copia el poder de Ted, y comienza a perder el control sobre el….